# Aardas

De aarde die draait om zijn as (lichtgele lijn).

De aardas is de as waar de aarde omheen draait. De aardas loopt door het zwaartepunt van de aarde en maakt een hoek van 66°33' met de ecliptica, het vlak van de aardbaan om de zon. De punten waar de aardas door het aardoppervlak gaat, heten de geografische noordpool en de geografische zuidpool. Door de rotatie om de aardas ontstaat de afwisseling van dag en nacht. In 24 uur, een zonnedag, staat de zon weer boven hetzelfde punt. De aarde maakt een volledige omwenteling (ten opzichte van de vaste sterren) in 23u 56m 4,09s = 1 sterrendag, iets minder dan een zonnedag. Dat is het gevolg van de beweging van de aarde om de zon en de rotatiezin van de aarde.
Iemand die precies op een van die polen zou staan draait tijdens een etmaal eenmaal volledig om zijn of haar as. De magnetische noord- en zuidpool liggen ergens anders; zij hebben geen direct verband met de aardas.
De denkbeeldige snijpunten van de aardas met de (eveneens denkbeeldige) hemelbol zijn de noordelijke en zuidelijke hemelpolen. De noordelijke hemelpool ligt in de buurt van de Poolster in het sterrenbeeld Kleine Beer.
Het vlak loodrecht op de aardas dat door het middelpunt van de aarde gaat heet het equatorvlak. De equator of evenaar ligt daar waar het equatorvlak het aardoppervlak snijdt.
Door de schuine stand van de aardas op het baanvlak van de aarde rond de zon, varieert in de loop van het jaar de hoek waaronder de zonnestralen het aardoppervlak raken en ook de lengte van de dag ten opzichte van de nacht. Deze effecten samen betekenen jaarlijkse variatie in de hoeveelheid ontvangen zonnestraling en zo ontstaan de seizoenen. In de zomer wijst de aardas van het halfrond van de waarnemer naar de zon en ontvangt dat halfrond meer zon, ook zijn de dagen langer dan de nachten. Op breedtegraden boven 66,56° (= 90° - 23,44°, de geografische breedte van de poolcirkels) is er zelfs ten minste één dag per jaar dat de zon niet ondergaat (middernachtzon); aan de andere kant van de wereld is er dan een nacht waarin de zon niet boven de horizon uitkomt (poolnacht) (strikt gezien betreft dit het middelpunt van de zon).

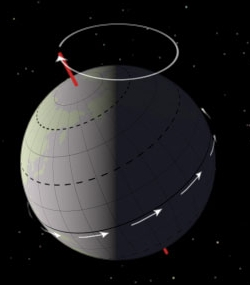
Precessie van de aardas (rood). De nutatie heeft nog kleine afwijkingen ten opzichte van de bovenste witte cirkel tot gevolg.

Ten opzichte van de sterren verandert de positie van de aardas. De grootste beweging heet precessie; de aardas beschrijft een kegel met een periode van 25.800 jaar. Over ca. 13.000 jaar staat de poolster daardoor ca. 47 graden van de noordelijke hemelpool en niet er vlakbij zoals nu.
Een veel kleinere beweging, de nutatie, veroorzaakt daarbovenop nog bewegingen met periodes die variëren van 5 dagen tot 18,5 jaar. De afwijkingen door nutatie bedragen slechts hooguit 10 boogseconden.
De aardas beweegt ook ten opzichte van de aarde zelf. Die bewegingen worden veroorzaakt door massaverplaatsing binnen de aarde, in de oceanen en in de atmosfeer. Het smelten van de ijskap op Groenland is een voorbeeld van zo'n massaverplaatsing. Ze bedragen tot 0,25 boogseconden, dat komt overeen met ca. 9 meter aan het aardoppervlak. De grootste van deze bewegingen heet Chandler wobble en heeft een periode van ca. 435 dagen en een amplitude van ca. 6,3 meter. Niet-periodieke bewegingen worden bv. veroorzaakt door zeebevingen, zoals die van 26 december 2004 in de Indische Oceaan.
De positie van de aardas is van belang voor satellietnavigatie en de ruimtevaart. Zou men geen rekening houden met de afwijkingen, dan zijn fouten van meer dan 10 meter het gevolg.
Het waarnemen en beschrijven van de positie en beweging van de aardas is onderdeel van de geodesie.
Professor André-Louis Danjon heeft enige tijd geleden geconstateerd dat na een sterke uitbarsting op de zon de aarde langzamer gaat draaien, de aarde wordt dan door de zon geremd. Na een uitbarsting in 1959 bedroeg de vertraging 1/1000 seconde per etmaal. Blijkbaar wordt de dag dus steeds langer.